# パソコンTV!
パソコンTV!は、株式会社アビバが運営していたパソコン専門チャンネルである。スカイパーフェクTV!とケーブルテレビにて配信されていたが、2007年2月28日の24時をもって放送終了。

## 概要
- 主にパソコン初心者のための番組が多い。他にパソコン検定関連や子供向けなど多彩な番組もある。